# Рођо (Лука)
Рођо је насеље у Италији у округу Лука, региону Тоскана.
Према процени из 2011. у насељу је живело 178 становника. Насеље се налази на надморској висини од 819 м.